# Richard Grune
Richard Grune (* 2. August 1903 in Flensburg; † 26. November 1984 in Kiel) war ein deutscher Maler und Grafiker.

## Leben und Werk
Grune wurde 1903 in Flensburg geboren. Er machte zunächst auf der Kunstgewerbeschule in Kiel eine Ausbildung zum Gebrauchsgrafiker und absolvierte dann 1922/1923 am Bauhaus in Weimar zwei Vorkurse bei Johannes Itten, ohne aber angenommen zu werden. Es ist offen, ob er auch – wie sich die Schwester Grunes erinnert – bei Paul Klee, Wassily Kandinsky, Oskar Schlemmer und Lyonel Feininger Kurse belegte. Die Kieler Volkszeitung prophezeite ihm anlässlich seiner ersten Ausstellung 1926 in Kiel eine hoffnungsvolle Zukunft. Grune besuchte 1927 Edvard Munch in Norwegen und stellte sich als „Künstler der neuen Generation“ vor. 1927 entwarf und gestaltete er als künstlerischer Leiter zusammen mit Nils Brodersen das kunstpädagogische Konzept der „Kinderrepublik Seekamp“ in Kiel-Schilksee; ein reformpädagogisches Experiment zur Demokratiebildung von Arbeiterkindern. Die „Kinderrepublik“ erzielte republikweit positive Aufmerksamkeit, setzte Maßstäbe für viele folgende Initiativen. Grune veröffentlichte Bücher und arbeitete eng mit der Naturfreundebewegung und  der Arbeiterjugend zusammen. 1933 zog er nach Berlin.
Grune arbeitete dort an einem antinationalsozialistischen Zeitungsprojekt mit. Wegen seiner Homosexualität wurde er Anfang Dezember 1934 verhaftet und befand sich fortan mit kurzen Unterbrechungen bis kurz vor Kriegsende abwechselnd in Gefängnissen und in Konzentrationslagern. Ende April 1945 konnte er auf dem Todesmarsch von Flossenbürg nach Dachau fliehen und sich zu seiner Schwester Dorothea (genannt Dolly) Cornelius durchschlagen, die später mit dem Kieler Fotografen Peter Cornelius verheiratet war.
Während der Haftzeit hatte er heimlich den Lageralltag gezeichnet, die Leiden der KZ-Insassen, ihren Alltag und ihr Sterben, aber auch ihre Solidarität. Und er hatte auch die Täter porträtiert. Am 2. März 1946 konnte er mit Unterstützung der Stadt Kiel seine Ausstellung Die Ausgestoßenen im Haus der Landwirte im Sophienblatt 32–34 (heute befindet sich dort der Sophienhof) eröffnen.
Es war die erste offizielle Kunstausstellung in Kiel nach dem Krieg. In der Nacht zum 1. April 1946 wurden seine ausgestellten Werke bei einem Einbruch in die Ausstellungsräume vollständig zerstört. Die Tat konnte nicht aufgeklärt werden.
Grune war einer der ersten Künstler, der nach dem Krieg die KZ-Leiden öffentlich machte und die Gesellschaft mit den Schrecken der KZ konfrontierte. Er stellte seine KZ-Lithografien noch in diversen Städten (Lüneburg, Nürnberg, München, Kiel, Flensburg) aus, konnte anschließend aber weder künstlerisch noch wirtschaftlich wieder richtig Fuß fassen. Der Homosexuellenparagraph des Strafgesetzbuches (§ 175) blieb in der Bundesrepublik bis 1969 unverändert in Kraft; daher war Grune auch eine Anerkennung als Opfer des Nationalsozialismus versagt. Dann verliert sich seine Spur. Ab 1955 lebte und arbeitete er in Spanien (Barcelona) und versuchte sich an neuen künstlerischen Formaten. 1962 zog Grune nach Hamburg, zeichnete viel und hatte kleinere Illustrationsaufträge, arbeitete ansonsten als Bauhilfsarbeiter und starb schließlich fast vergessen 1984 in einem Kieler Pflegeheim. Grune zeichnete bis an sein Lebensende; auffällig ist, dass er immer nur Menschen als Motiv wählte und die Größe seiner Zeichnungen zuletzt nur noch Briefmarkenformat hatte.
Grunes Werke finden sich heute in vielen internationalen Museen, wie dem Museum of Modern Art in New York oder der Yad Vashem Gedenkstätte in Jerusalem.

## Werke (Auswahl)
- 1929 Arbeitersportler demonstrieren auf dem Nürnberger Hauptmarkt
- 1934 Illustration in Kurze Pause
- 1940 Lagerliederbuch Sachsenhausen
- 1945 Im Häftlingsrevier 9–10 (Germanisches Nationalmuseum, Nürnberg)
- 1945 Erhängte Frau (Germanisches Nationalmuseum, Nürnberg)
- 1945 Erhängte vor dem Christbaum (Germanisches Nationalmuseum, Nürnberg)
- 1945 Kreuzigung (Archiv der KZ-Gedenkstätte Neuengamme)

## Ausstellungen
- 1926: Kunsthalle zu Kiel
- September 1945: Roter Str. 7, Lüneburg
- Januar 1946: Fränkische Galerie, Nürnberg
- März 1946: Haus der Landwirte, Kiel
- März 1946: Hause des Bayerischen Roten Kreuzes, München
- August 1946: Erlanger Orangerie, Erlangen
- Century of the Child: Growing by Design, 1900–2000, Museum of Modern Art, New York, 29. Juli bis 5. November 2012